# Кугаевцы
Кугаевцы (укр. Кугаївці) — село в Чемеровецком районе Хмельницкой области Украины.
Население по переписи 2001 года составляло 1647 человек. Почтовый индекс — 31632. Телефонный код — 3859. Занимает площадь 3,607 км². Код КОАТУУ — 6825285001.

## Местный совет
31632, Хмельницкая обл., Чемеровецкий р-н, с. Кугаевцы, ул. Розовая, 28